# Shakuhachi

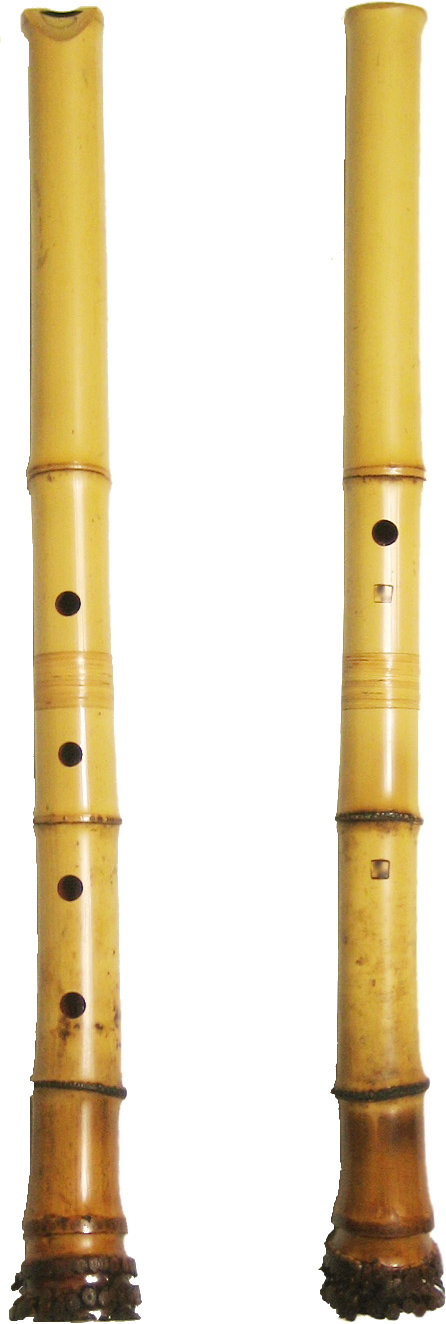
Shakuhachi

Shakuhachi (jap. 尺八) – japoński flet prosty, wykonany z bambusa. 

## Nazwa instrumentu
Nazwa shakuhachi oznacza tradycyjną długość instrumentu, tj. niecałe 55 cm. W języku japońskim słowo to składa się z dwóch znaków:
- shaku (jap. 尺) jest dawną jednostką miary, równą 30,3 cm;
- hachi (jap. 八) odnosi się do ośmiu (w domyśle) sun[1].

Tak więc shakuhachi oznacza dosłownie „jeden shaku, osiem”. Jest to standardowy wymiar tego instrumentu, ale może mieć różną długość, nawet 3,3 shaku. Im dłuższy flet, tym niższa jest tonacja jego dźwięku.

## Historia
Bambusowy flet przywędrował do Japonii z Chin przez Koreę. Obecne shakuhachi różnią się znacząco od swojego pierwowzoru na skutek stuleci ewolucji tego instrumentu w Japonii.
W niektórych szkołach buddyzmu zen jest on używany jako instrument do praktyki nazywanej suizen (medytacji poprzez dźwięk) mnichów znanych też jako komusō (żebrzących mnichów tej szkoły, grających na shakuhachi). Używali oni go jako narzędzia praktyki duchowej. Ich utwory, nazywane koten-honkyoku (rodzaj japońskiej muzyki klasycznej), były dostosowane do oddechu grającego i traktowane bardziej jako medytacja niż muzyka.
Melancholijny dźwięk shakuhachi bywa w literaturze kojarzony z księżycowymi wieczorami. 

## Galeria

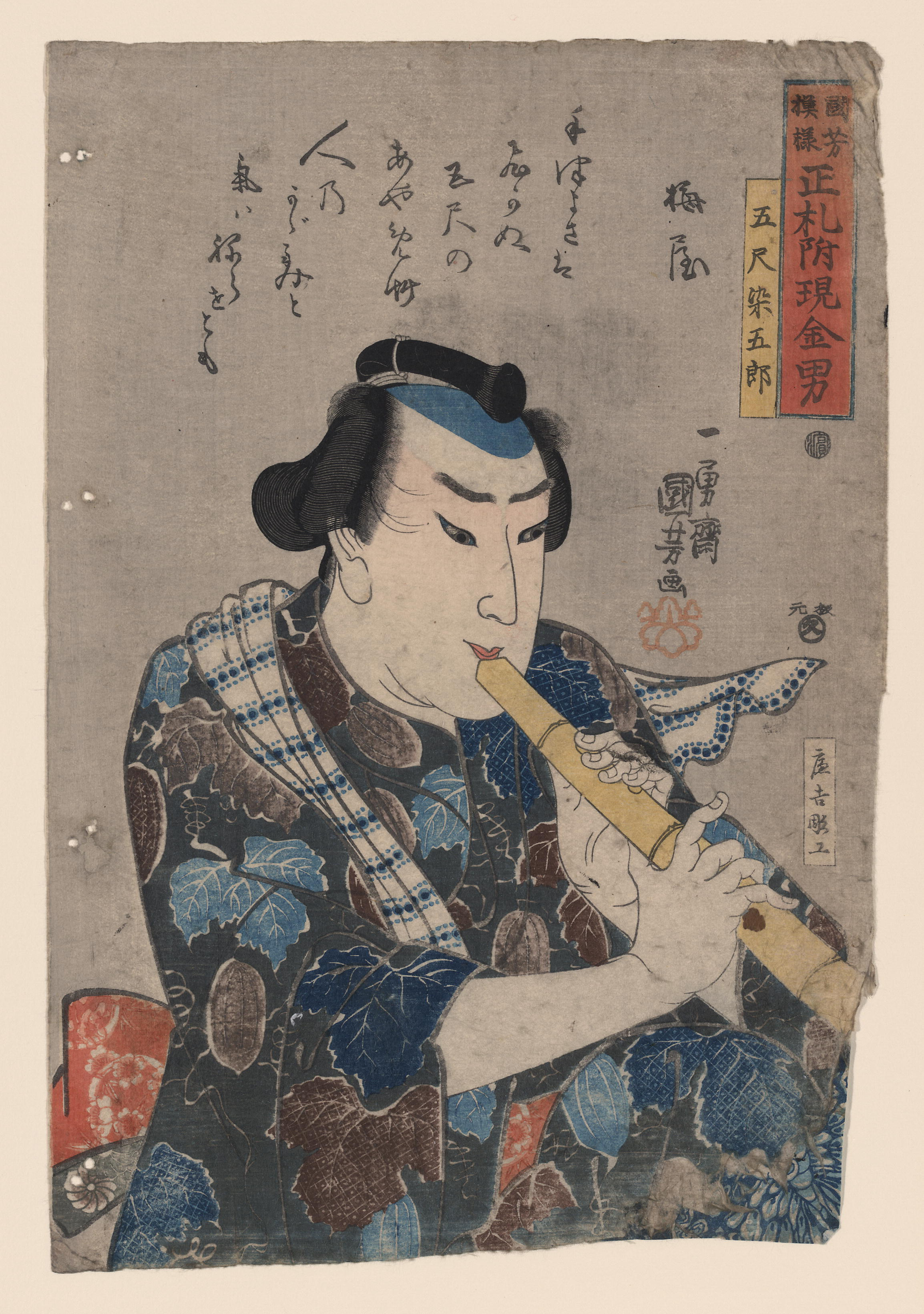
Kuniyoshi Utagawa (1798–1861), Flecista
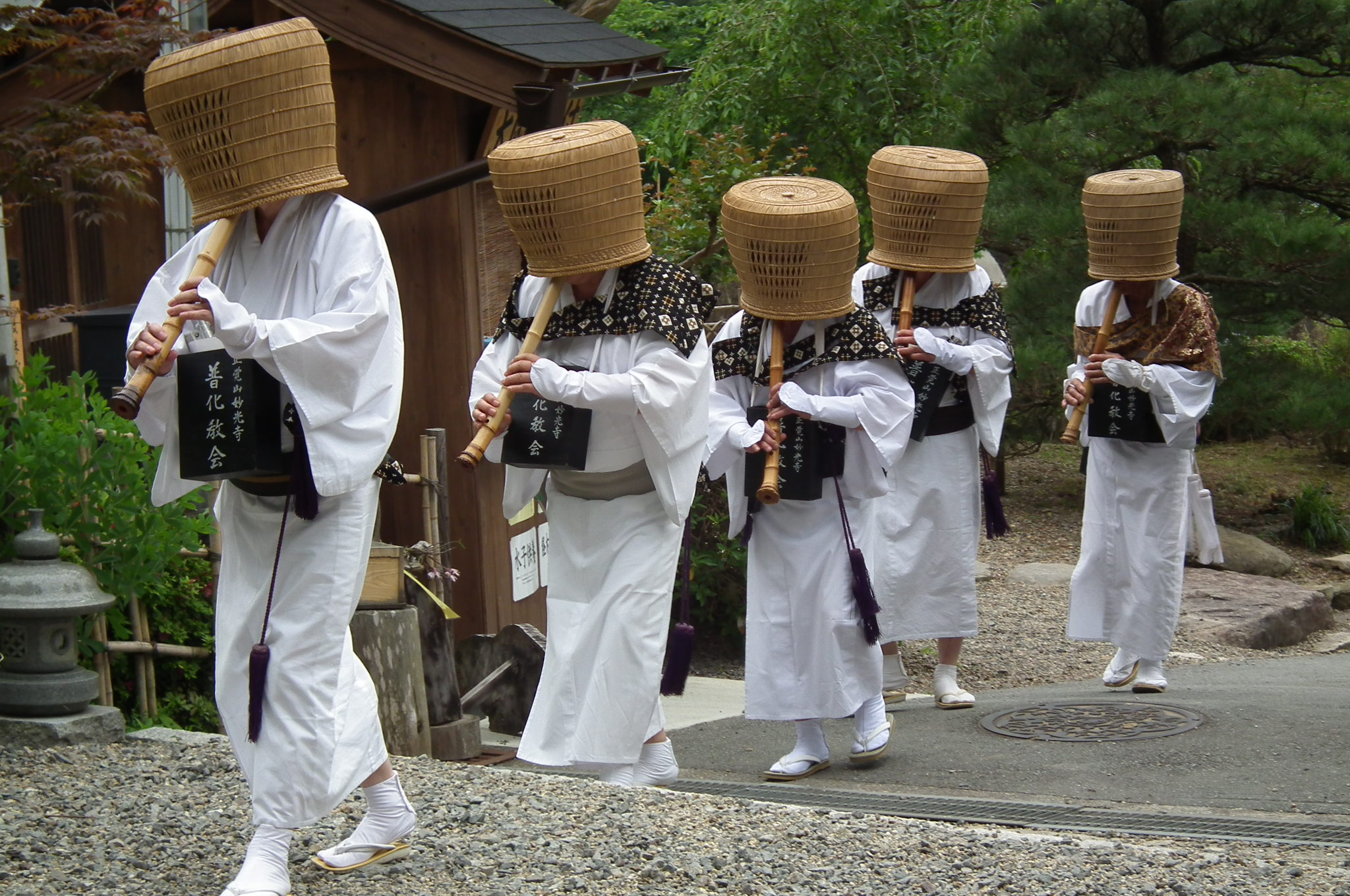
Komusō grający na shakuhachi
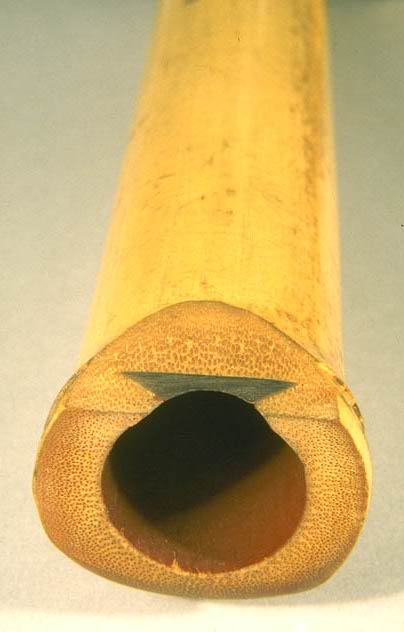
Uta-guchi (ustnik)
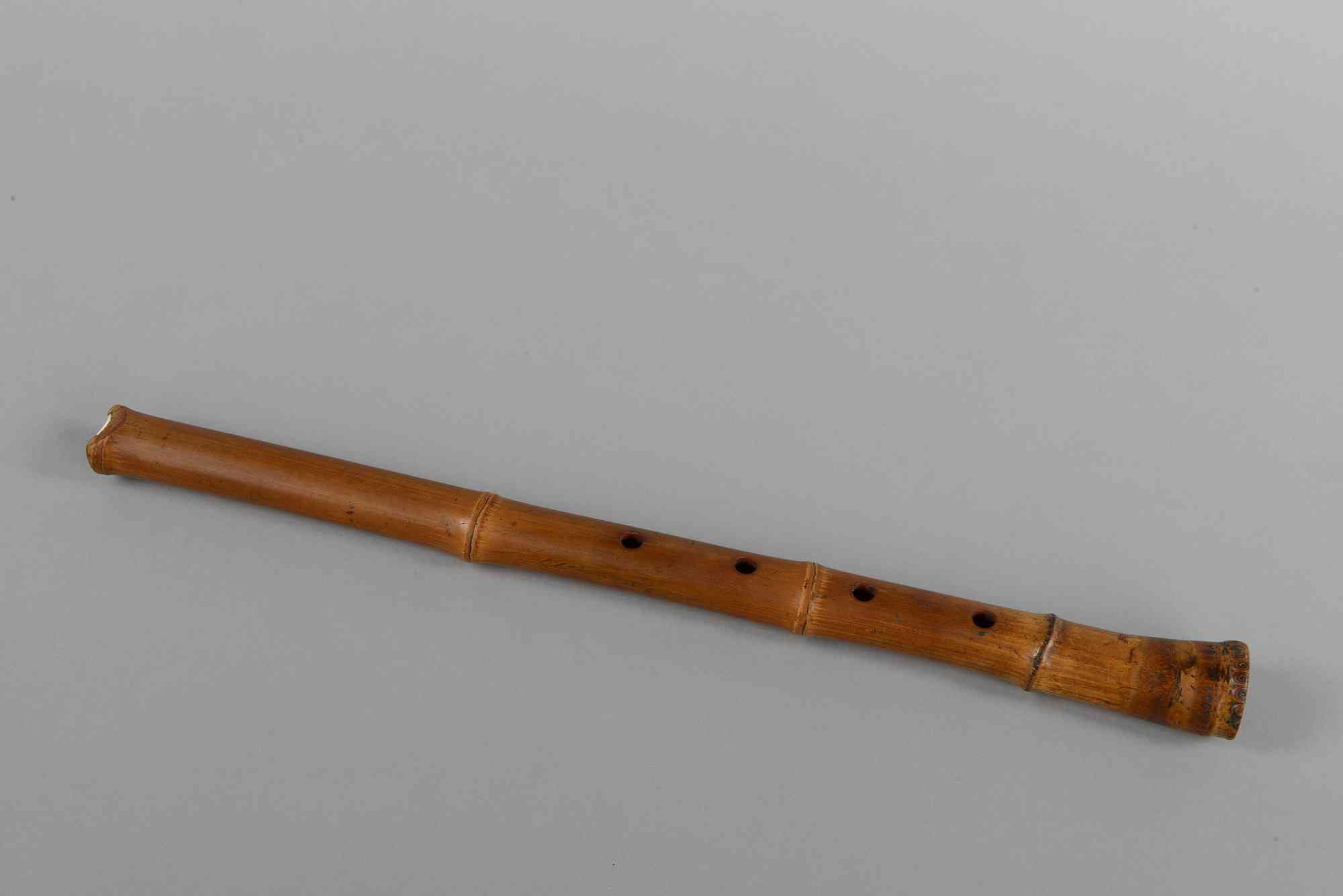
Shakuhachi